# Fuqing (ort i Kina, Sichuan Sheng, lat 32,45, long 106,22)
Fuqing (kinesiska: 福庆) är en ort i Kina. Den ligger i provinsen Sichuan, i den sydvästra delen av landet, omkring 280 kilometer nordost om provinshuvudstaden Chengdu. Antalet invånare är 7 628. Befolkningen består av 3 778 kvinnor och 3 850 män. Barn under 15 år utgör 20,0 %, vuxna 15-64 år 67 %, och äldre över 65 år 11,0 %.
Runt Fuqing är det ganska tätbefolkat, med 155 invånare per kvadratkilometer. Närmaste större samhälle är Shuanghui, 11,9 km sydost om Fuqing. I omgivningarna runt Fuqing växer i huvudsak blandskog.
Genomsnittlig årsnederbörd är 1 312 millimeter. Den regnigaste månaden är juli, med i genomsnitt 346 mm nederbörd, och den torraste är december, med 2 mm nederbörd.